# Trịnh Thuần
Trịnh Thuần (1879-1946) là người thôn Ích Hạ, xã Tài Trọng, tổng Dương Thủy, huyện Mỹ Hóa, phủ Hà Trung, tỉnh Thanh Hóa (nay thuộc Thôn Ích Hạ, xã Hoằng Quỳ, huyện Hoằng Hóa, tỉnh Thanh Hóa). Ông là Cử nhân năm Quý Mão 1903, giữ các chức quan Giáo thụ phủ Hưng Nguyên rồi Huấn đạo. Sau khi thi Hoàng giáp năm 1916, ông làm gì hiện chưa rõ.